# Henry Abbey
Henry Abbey (ur. 11 lipca 1842 w Rondout, części Kingston w stanie Nowy Jork, zm. 7 czerwca 1911 w Tenafly, New Jersey) - poeta amerykański.

## Dzieciństwo i młodość
Był synem Stephena Abbey, handlarza ziarnem i Caroline z domu Vail. Jego rodzina odniosła umiarkowany sukces i była w stanie wspierać jego edukację w Kingston Academy, Delaware Literary Institute (Delhi w stanie Nowy Jork) i Hudson River Institute (po drugiej stronie rzeki w Columbia County), ale niepewny biznes zbożowy i paszowy nie był wystarczający, aby umożliwić mu uczęszczanie na studia.

## Życie i twórczość
W wieku dwudziestu lat, Abbey zapewnił sobie pracę jako asystent redaktora lokalnego dziennika "Rondout Courier" i przez pewien czas pracował w nowojorskim "Orange Spectator", jednocześnie pisząc wiersze do wielu czasopism. W 1862 r. wydał własnym sumptem debiutancki tom pt. May Dreams, poświęcony Williamowi Cullenowi Bryantowi. Wersety Abbey'a były stosunkowo proste co do języka i tematu, w większości opiewając przyrodę i piękno jego regionu. Kolejny zbiór Abbey, Ralph and Other Poems (1866), również ukazał się na koszt autora. Do tego czasu jego prace ukazywały się regularnie w takich ogólnokrajowych magazynach, jak "Appleton's", "Overland Monthly" i "Chambers'", a Abbey został członkiem nowojorskich kręgów literackich (np. Grupa Pfaff skupiająca takich pisarzy jak: Walt Whitman, Thomas Nast i Charles Farrar Browne). Abbey był przyjacielem przyrodnika Johna Burroughsa i aktywnie organizował przemówienia w Rondout, dla tak znanych osób jak Mark Twain. 
Pomimo wszelkich powiązań literackich i częstego publikowania w czasopismach, Abbey nigdy nie próbował poważnie zarabiać na życie jako pisarz. W 1864 r. został kasjerem w Rondout Bank, a wkrótce potem dołączył do ojca i brata Legranda w ich interesach zbożowych, mącznych i paszowych. W 1865 r. Abbey poślubił Mary Louise DuBois z Kingston. Jako odnoszący sukcesy biznesmen, pozostał pracowitym i płodnym poetą — a jednocześnie działał w The Authors Club i The Shakespeare Society w Nowym Jorku, a także w The New York Produce Exchange — i aż do śmierci tworzył kolejne tomiki poetyckie co 3 lub 4 lata. Jego prace były coraz częściej narracyjne, osadzone w klasycznej starożytności i z czasem coraz bardziej dydaktyczne z tomu na tom. Zmarł bezpotomnie 7 czerwca 1911 r. w sanitarium w Tenafly w stanie New Jersey.

## Ważniejsze dzieła
- May Dreams (1862)
- Ralph and Other Poems (1866)
- Stories in Verse (1869)
- Ballads of Good Deeds (1872)
- Poems (1879)
- The City of Success (1884)
- Phaethon (1901)
- Dream of Love (1910)